# Sordes pilosus
Sordes (Sordes pilosus) és un gènere de pterosaures ramforincoïdeus de la família Rhamphorhynchidae que va viure en el Juràssic superior en el que avui és el Kazakhstan. El seu nom binominal és Sordes pilosus que significa "diable pelut".